# قالی آذربایجانی
قالی‌های آذربایجانی (به ترکی آذربایجانی: Azərbaycan xalçaları)- جزوی از هنر قالی بافی شرقی. قالی آذربایجانی در ماه نوامبر سال ۲۰۱۰ میلادی از سوی «یونسکو» به عنوان میراث فرهنگی ناملموس ثبت گردیده‌است.

## تاریخ قالی بافی آذربایجان

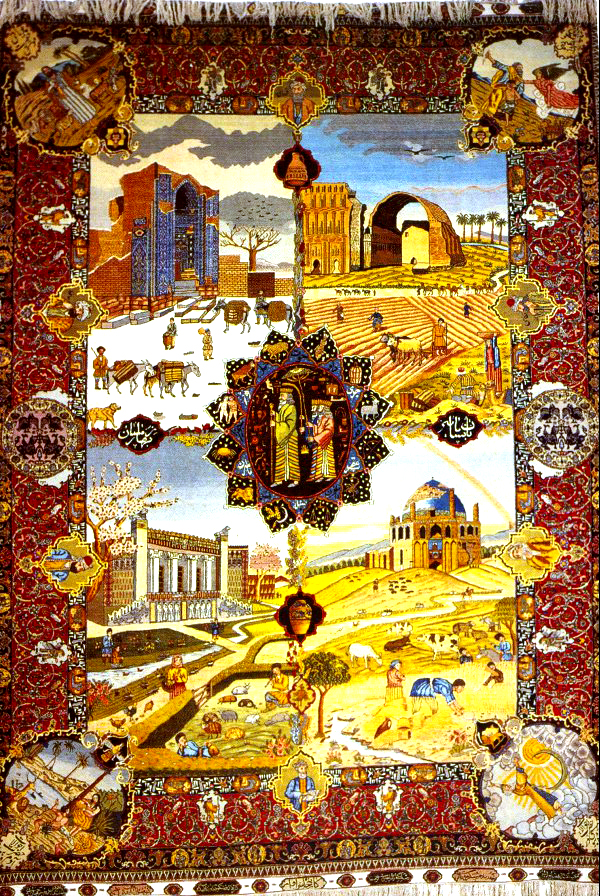
قالی "آذربایجانی"

«هرودوت»، «کلودالیان»، «کسنوفون» و دیگر مورخان دنیای باستانی اطلاعاتی در مورد قالی‌های آذربایجانی داده‌اند. در دوران ساسانیان (فیمابین قرون ۳–۷) هنر قالی بافی در آذربایجان رشد چشمگیری کرد. در دوران مذکور، از ابریشم و نخ‌های طلایی و نقره ای قالی‌های نفیسی بافته شد. «موسی کالانکاتلی» تاریخدان آلبانی (قرن ۷) نیز در آثار خود از نخ‌های ابریشمی و فرش‌های رنگارنگی که آن روزگار در آذربایجان بافته می‌شد، سخن گشوده و آن‌ها را به حضور خوانندگان تقدیم نموده‌است. تولید فرش‌هایی که با استفاده از نخ‌های زرین و نقره ای و جواهرات انجام می‌شد، در قرن‌های ۱۶–۱۷ جنبهٔ سنتی به خود گرفت. مراکز تولیدی اصلی قالی‌های بدون بخویی که در قرون وسطی از نخ‌های زرین و نقره ای بافته می‌شد، شهرهای «تبریز»، «شماخی» و «بَرده» بودند. نوع ویژه فرش‌های موسوم به «زربفت» از اینکه برای ملوک الطوایفیان تهیه می‌شده‌اند، گرانبها بودند. «آنتونی جنکینسون» جهانگرد انگلیسی که در قرن ۱۶ به آذربایجان مسافرت کرده بود، در مورد قالی‌های بافته شده از نخ‌های طلایی و نقره ای موجود در مقر تابستانی «عبدالله خان» در شهر «شاماخی» اطلاع داده‌است. «یان ستریتس» جهانگرد هلندی که در قرن ۱۷ به آذربایجان مسافرت داشت، نوشتارهایی در مورد زین اسب حاکم شهر «شاماخی» که با برخورداری از نخ‌های طلایی و جواهرات گرانبها بافته و مزین گردیده بود، نگاشته‌است.
اطلاعات و معلومات درخور توجه و جالب دربارهٔ قالی‌ها و مشخصات هنری آن‌ها در مراجع مکتوب متعلق به قرون وسطی آمده‌است. مؤلف نامعلوم در اثر «حدود العالم» (مرزهای جهان) متعلق به قرن ۱۰ از قالیچه‌ها و زین‌های بافته شده در «موغان»، زیلوهای «نخجوان» خبر می‌دهند. افزون بر این، در حماسهٔ «کتاب دَده قرقود» فرش‌های ابریشمی آذربایجانی، در آثار «اب الاولی گنجوی»، «نظامی گنجوی» و «خاقانی» قالی‌های بخویی و بدون بخو ذکر شده‌است.

## تأثیر قالی‌های آذربایجانی بر فرهنگ جهان
در قرن‌های ۱۳–۱۴ میلادی محصولات قالی‌بافی فراوانی از آذربایجان به کشورهای خارجی صادر می‌گردیده‌است. قالی‌های شهیر آذربایجانی که با زیورآلات ملیح و چشم‌نواز و قلابدوزی‌های لطیف و نفیس خود توجه‌ها را جذب می‌کند، در آثار و مینیاتورهای مصوران اروپایی نیز انعاکاس خود را یافته‌است. در قرن ۱۵ نقاشان هلندی «هانس مملینگ»، «یان وان آیک» و «هانس هلبی» (قرن ۱۵) نقاش آلمانی به ترتیب قالی «شیروان» را در پتره «مریم با نوزاد خود»، قالی «زِیوِه» را در اثر «مریم مقدس» و قالی‌های «قازاخ» را در اثر «سفرا» نقاشی نموده‌اند.
درنیمه دوم قرن هجدهم، بخش شمال آذربایجان شروع به تقسیم شدن به خانات‌ها همچوم «شکی»، «باکو»، «قوبا»، «قره‌باغ»، «ایروان»، «گنجه»، «نخجوان»، «شیروان»، «تبریز» و «اردبیل» گردید. رشد و توسعهٔ هنر قالی بافی در دوران خان نشینی‌ها زمینه ای در راستای ایجاد اسامی آموزشگاه‌های قالی بافی در سال‌های متعاقب ساخت.
بهترین نمونه‌های قالی‌ها و محصولات قالی بافی آورده شده از نواحی «باکو»، «شکی»، «قوبا»، «شاماخی»، «قازاخ»، «جواد» و سایر مناطق در نمایشگاه‌های «مسکو - پلیتکنیک» در سال ۱۸۸۲ در «مسکو» در سال ۱۸۷۲ و در نمایشگاه دیگری تحت عنوان «نمایشگاه صنعتی وهنری روسیه» در سال ۱۸۸۲ برندهٔ جوایز طلایی و نقره‌ای شدند. بخش اصلی از اشیای نمایشی به نمایش گذاشته شده در نمایشگاه‌هایی که در سال ۱۸۷۲ در «وین» (اتریش)، در سال ۱۹۱۱ در «تورین» (ایتالیا)، در سال ۱۹۱۳ در «لندن» و «برلین» برگزار شد، قالی‌ها و محصولات قالی بافی بودند که از آذربایجان بدان نمایشگاه‌ها برده شده بودند.
انواع فرش‌های بدون بخو. قالی‌های آذربایجانی بلحاظ ویژگی‌های تکنیکی خود بر دو قسمت – بخویی و بی‌بخو تقسیم می‌شوند. تاریخ شروع بافتن قالی‌های بی‌بخو به دوره اولیه هنر بافندگی بر می‌گردد. بافتن قالی‌های بدون بخو از نظر روش بافت، ساختار ترکیبی، کثرت زیورآلات و رنگش به تنوع‌هایی نظیر «پالاز»، «جاجیم»، «لادی»، «گلیم»، «شَدّه»، «وِرنی»، «زیلو» و «سماق» تقسیم می‌شود.

## مدارس قالی‌بافی آذربایجان
قالی‌های آذربایجانی به عنوان یک رشته و تخصص، هم از نظر موقعیت جغرافیایی و نیز از لحاظ نقش، ترکیب، رنگ، مشخصات فنی به‌طور مشروط بر ۷ مدرسه قالی‌بافی تقسیم می‌شود. آن‌ها به شرح ذیل می‌باشد:
- مدرسه قالی‌بافی قوبا
- مدرسه قالی‌بافی آبشوران
- مدرسه قالی‌بافی شیروان
- مدرسه قالی‌بافی گنجه
- مدرسه قالی‌بافی قازاخ
- مدرسه قالی‌بافی قره باغ
- مدرسه قالی‌بافی تبریز

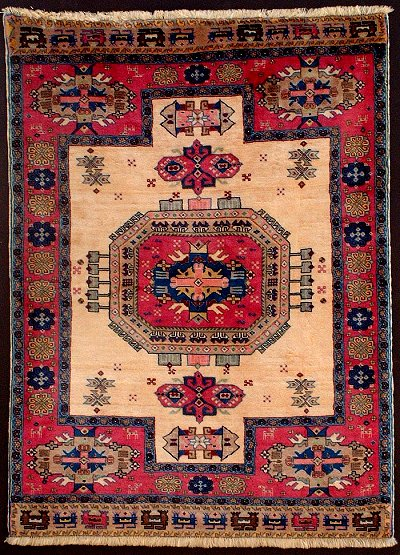
قالی «قازاخ»
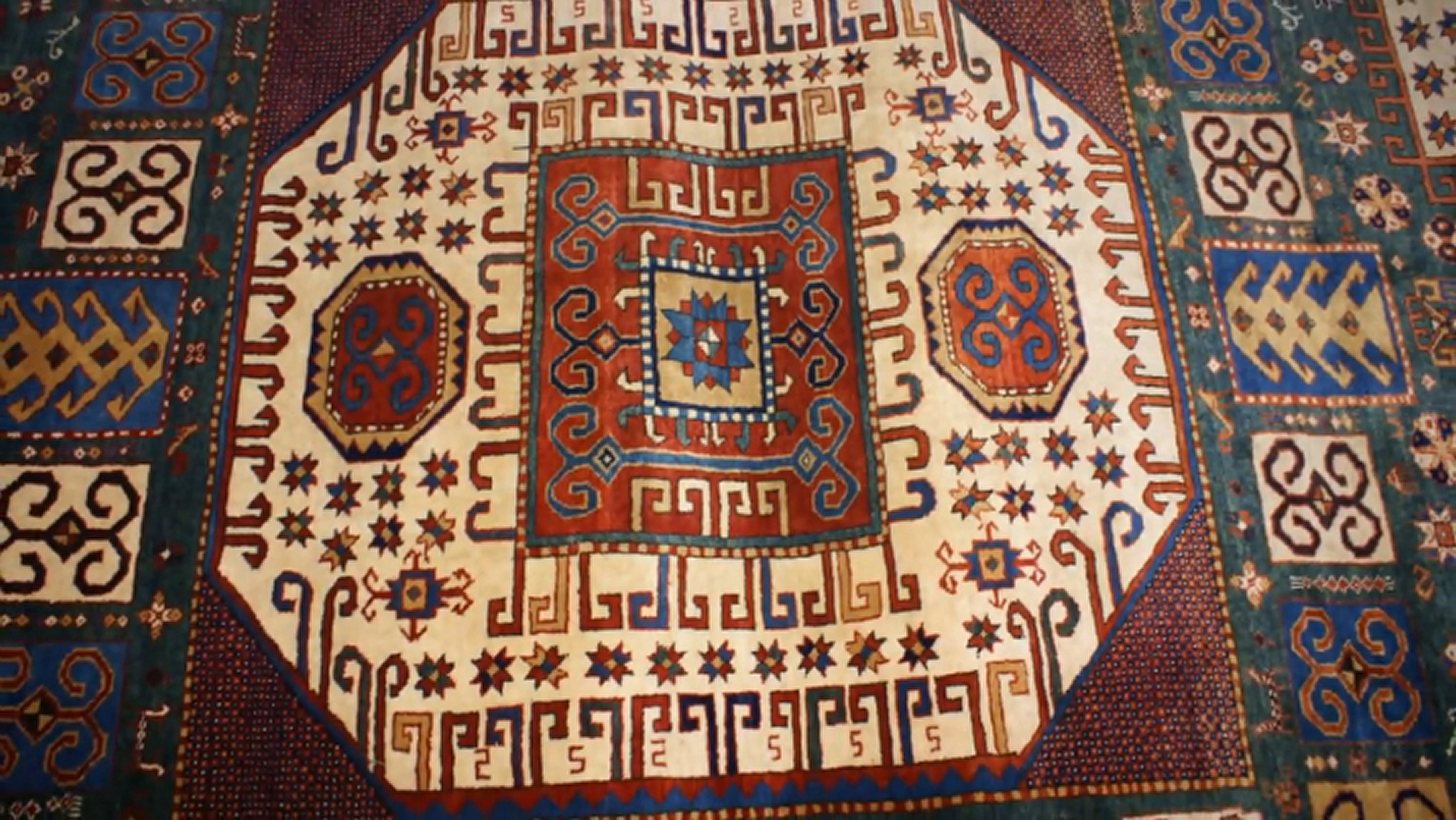
قالی آذربایجانی از نوع قالی شیروانی
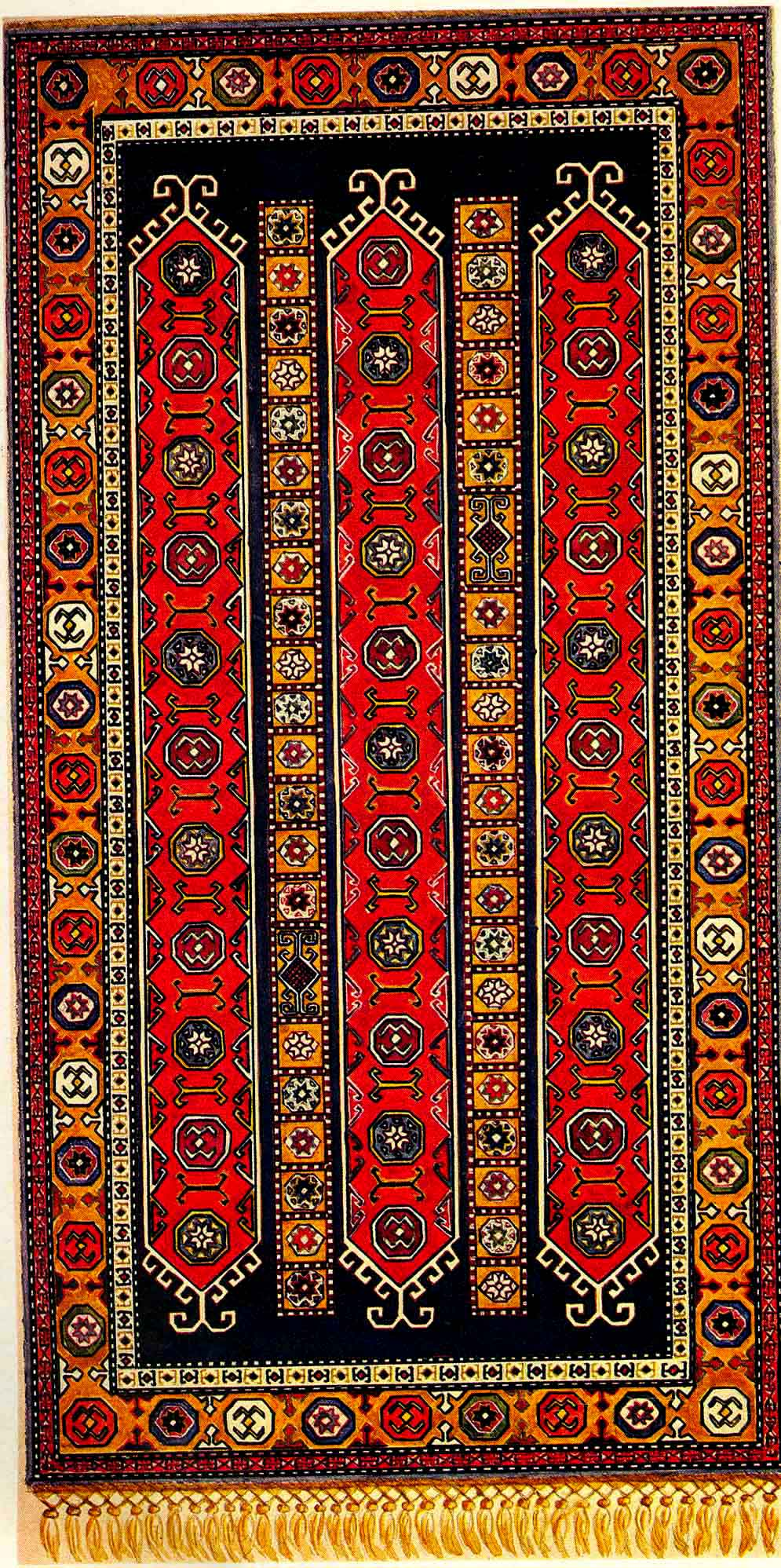
قالی گنجه از مرغوب‌ترین نوع قالی‌های آذربایجانی
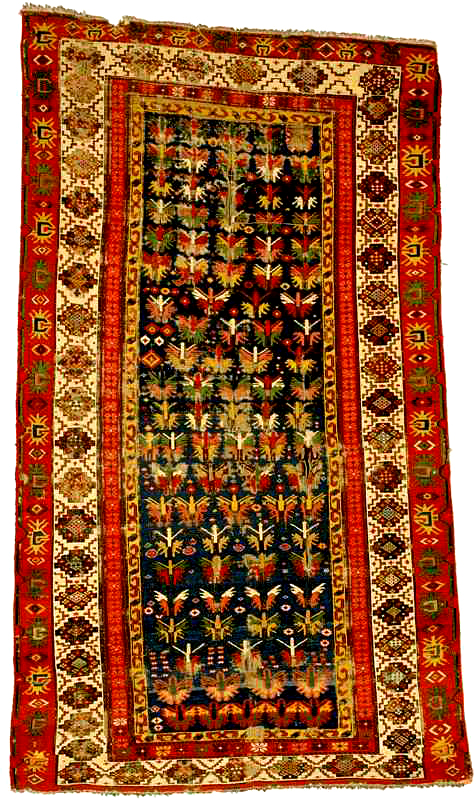
قالی قوبا
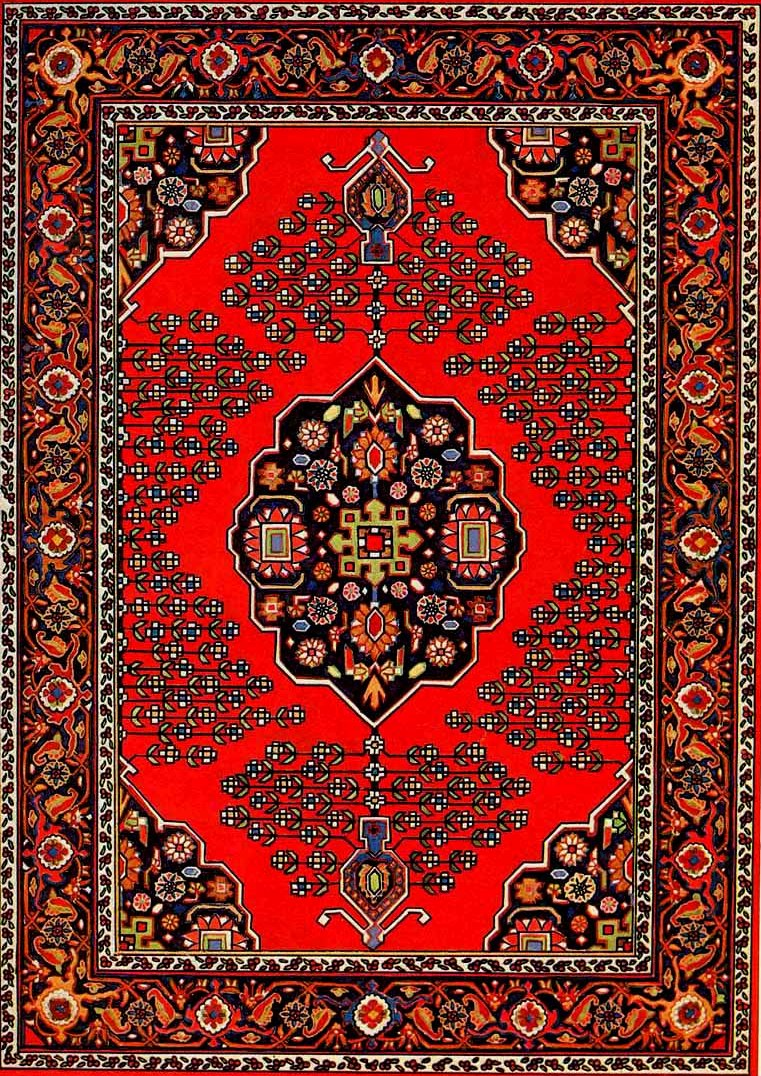
گونه‌ای از قالی قره باغ از نوع قالی آذربایجانی در شوشی

## رشد قالی‌بافی در قرن بیستم
در دوران شوروی سابق، قالی آذربایجانی جایگاه و اهمیت خود در بازارهای بین‌المللی را از دست داد. تا اوایل قرن نوزدهم و سال ۱۹۲۰ میلادی، قالی آذربایجانی حائز جایگاه مهمی در بازار قالی جهانی بود. قالی «قوبا» از نظر فنی و ترکیبش دارای رتبهٔ اول بود. این قالی‌ها بر روی کف‌های خانه‌ها و ساختمان‌ها، بیش از قرن‌ها به زندگی خود ادامه داده‌است. این تکنولوژی بافتی «بندینک سوزن ماند» نام داشت که این نیز قالی‌هایی بودند که بندینک آن‌ها به سطحشان خارج نمی‌شد. یک کارشناس با اشاره به اینکه در این قناوری ارتفاع بخو در مقایسه با دیگر تکنولوژی‌ها بلندتر بوده، افزوده‌است که پایین‌ترین ارتفاع بخوی قالی‌های آذربایجانی ۶ میلی‌متر بوده‌است که این نیز دلیل ماندگاری طولانی مدت آن‌ها شده‌است.
دوره توسعه بعدی قالی‌های آذربایجانی به اواسط قرن ۲۰ میلادی بر می‌گردد. دراین دوره توسعه هنر فرش آذربایجانی درچند محور ادامه داشته و جنبه چند چانبه به خود گرفته‌است. قالی‌بافان جداگانه کماکان به سنن قالی‌بافی آذربایجان ادامه می‌دهند. قالی‌های بافته شده بر اساس چاشنی‌های سنتی از سوی بافندگان فوق‌الذکر، ترکیب کلاسیک و رویکرد خلاقانه‌ای را به‌طور برجسته نمایش می‌دهد. همچنین در هنر قالی‌بافی ترکیب‌های جدید و عنصرهای نقش پدید می‌آید. در چاشنی‌های تازه به وجود آمده، می‌توان تمایل نسبتاً بیشتری به نقوش گلدار با خطوط منحنی، تصویرهای انسان، حیوان و پرنده، ترکیبات سوژه‌ای ساخته شده در سبک و سیاق غزلی یا عشقی را مشاهده کرد. یکی از دلیل‌های رشد و پیشرفت هنر قالی‌بافی، یگانگی تولیدی «آذرخالچا» می‌باشد. تصحیح خلاقانه بافندگان با بهره‌برداری از نقش و رنگ‌های سنتی، بر روی قالی‌های بافته شده در کارگاه‌های «آذرخالچا» بر ترکیب قالی افزوده و آن‌ها را سرشارتر می‌سازد.
قسمتی از هنر قالی‌بافی توسط نقاشان حرفه‌ای تداوم و رشد می‌یابد. قالی‌هایی که بر پایهٔ زینت آلات و چاشنی‌های ایجاد شده از سوی آن‌ها بافته می‌شوند، در غنی سازی ترکیب‌های سنتی از اهمیت بسزایی برخوردار می‌باشند.
اقدامات مهمی در راستای پیشبرد هنر قالی‌بافی در آذربایجان صورت پذیرفته‌است. هنر قالی بافی به عنوان رشته علم و هنر در مدرسه دولتی نقاشی آذربایجان به نام «ع. عزیمف» و دانشگاه دولتی فرهنگ وهنر آذربایجان و همچنین در کالج‌های هنر بنیاد تدریس می‌شود. قالی‌بافی مانند یک تخصص، در هنرستان‌ها، گالری‌های تصویری کودکان و سایر مراکز یاد داده می‌شود.
«لطیف کریموف» (۱۹۰۶–۱۹۹۱) بنیان‌گذار تدریس هنر قالی‌بافی به عنوان یک رشته علمی در جمهوری آذربایجان و با این روش دلیل پیشرفت مدرن در آفرینش نقاشان آذربایجانی می‌باشد. ایشان که کار آزموده ماهری در قالی‌های شرقی از جمله آذربایجانی و در هنر تزئینی– کاربردی، آرایشگر و نقاشی برجسته و محقق بودند، سال‌های مدیدی پژوهش‌هایی در رابطه با قالی‌های آذربایجانی انجام داده، هنرتزئینی آذربایجان را با زیورآلات جدیدی غنی ساخته و نقوش تزئینی جدید بر اساس عناصرتزئینی سنتی ایجاد کردند. فرش‌های تزئینی و پرتره‌ای همچون «افشان» (۱۹۳۲)، «قُوناق کَند» (۱۹۳۹)، «لَچَک تُورُونج» (۱۹۵۲)، «شوشی» (۱۹۵۳)، «گئگول» (۱۹۵۸)، «قره‌باغ» (۱۹۶۰)، «اسلیمی» (۱۹۶۴)، «بوتالی» (۱۹۶۵)، «بهار» (۱۹۶۶–۱۹۷۶)، «درجهان حیوانات» (۱۹۶۹)، «شب هجران» (۱۹۷۵)، «زرخارا» (۱۹۷۷)، «فردوسی» (۱۹۳۴)، «صمد وورغون» (۱۹۵۶)، «واقف» (۱۹۶۷)، «فضولی» (۱۹۷۲)، «نسیمی» (۱۹۷۴)، «صفی الدین اروموی» (۱۹۷۵)، «عجمی» (۱۹۷۶) و غیره… که بر اساس طرح‌های «لطیف کریمف» درست شده‌اند، بلحاظ انطباق عناصر تزئینی، تکمیل ترکیب، ظرافت نقش‌ها و سرشاری رنگ‌ها یکی از الگوهای ارزشمند هنر بالی بافی تلقی می‌شوند. ایشان به دلیل قالی «استالین» که در سال ۱۹۴۹ میلادی با مؤلفان جمعی خلق کرده بودند، برندهٔ جایزهٔ دولتی شوروی در سال ۱۹۵۰ میلادی شدند. در سال ۱۹۸۶ میلادی نمایشگاه وی در شهر «لندن» با موفقیت برگزار شده و در نمایشگاه مذکور آثار وی مثل «بند رومی» (۱۹۸۰–۱۹۸۱)، «لَچَک تُورُونج» (۱۹۸۱)، «خطایی» (۱۹۸۱–۱۹۸۵)، «آچما-یومّا» (۱۹۸۲)، «لچک بندلیک» (۱۹۸۳)، «کتبه بندلیک» (۱۹۸۴)، «نوای قرن‌ها» (۱۹۸۵) و غیره… به نمایش گذاشته شده‌است.

## قالی آذربایجان در لیست میراث فرهنگی ناملموس یونسکو
در سال ۲۰۱۰، یونسکو هنر سنتی بافت فرش آذربایجان به عنوان یک میراث فرهنگی ناملموس بشریت رسمیت شناخته شده.
جلسه‌ای تحت عنوان «اقتضائات دوران مدرن، مسایل حفاظت» در موزه دولتی قالی و صنایع دستی جمهوری آذربایجان برگزار شد. به گزارش خبرگزاری «آپا»، «سودا محمد علی اوا» معاون وزیر فرهنگ و گردشگری جمهوری آذربایجان، طی سخنرانی خود در این جلسه با اشاره به اینکه تاریخ هنر قالی‌بافی آذربایجان از عصربرنز شروع به پیشرفت کرده و تا امروزه رسیده‌است، افزود: قالی‌های ما در موزه‌های «متروپلیتن» نیویرک، «ویکتوریا و آلبرت» لندن، «لوور» پاریس، «توپ قاپی» استانبول و همچنین در موزه‌های معروف روم، برلین، تهران، مسکو، قاهره و وین به نمایش گذاشته می‌شوند. جای تاسف دارد که، این فرش‌ها در برخی موارد در بعضی موزه‌ها به عنوان هنر مردمی که منسوب می‌شوند، معرفی نمی‌شوند، بلکه مانند «قالی ایران»، «قالی قفقاز» یا با نام‌های دیگر معرفی می‌شوند؛ ولی در این مورد کارهای لازمه توسط نهادهای ذی‌ربط در حال انجام شدن می‌باشد.
«رؤیا تاقی اوا» رئیس موزه دولتی قالی و صنایع دستی جمهوری آذربایجان ضمن سخنرانی خود در این جلسه خاطرنشان ساخت که امروزه در راستای پیشرفت هنر قالی‌بافی در آذربایجان کارهای سازنده و لازمه انجام می‌شود.
بعد «سودا محمد علی اوا» معاون وزیر فرهنگ و گردشگری جمهوری آذربایجان، اظهار داشت: قالی آذربایجانی در فهرست میراث فرهنگی ناملموس یونسکو به ثبت خواهد رسید.
وی با تأکید بر اینکه دیگر، اقدامات مهمی در این راستا برداشته شده و اسناد مرتبط در مرحلهٔ آماده‌سازی است، افزود: مطمئن هستم که در این زمینه موفق خواهیم بود و جهت رسیدن به تبع خوبی باید بدون وقفه کار کرد.

## قالی‌های آذربایجانی به عنوان قالی‌های دیگر مردمان به نمایش گذاشته می‌شوند
ثابت شده‌است که قالی «داغ کَسَمَن» «قازاخ» که تا کنون در موزهٔ هنری «کیف» به عنوان قالی ارمنی معرفی می‌شد، متعلق به فرهنگ قرن هجدهم «قازاخ» می‌باشد. این اشتباه در نمایش برگزار شده در موزهٔ هنری «کیف» تصحیح گردیده‌است. در کنفرانس علمی- عملی ای که با حضور کارشناسانی از کشورهای اوکراین، آذربایجان، روسیه و لهستان در موزه مذکور برگزار شد، قالی بافان آذربایجانی ثابت نمودند که از اینکه زیورآلات موجود بر روی فرش‌ها، منتسب به روش قالی بافی آذربایجان می‌باشد، آن‌ها مال آذربایجان است.

## قالی آذربایجان در آثار هنرمندان خارجی

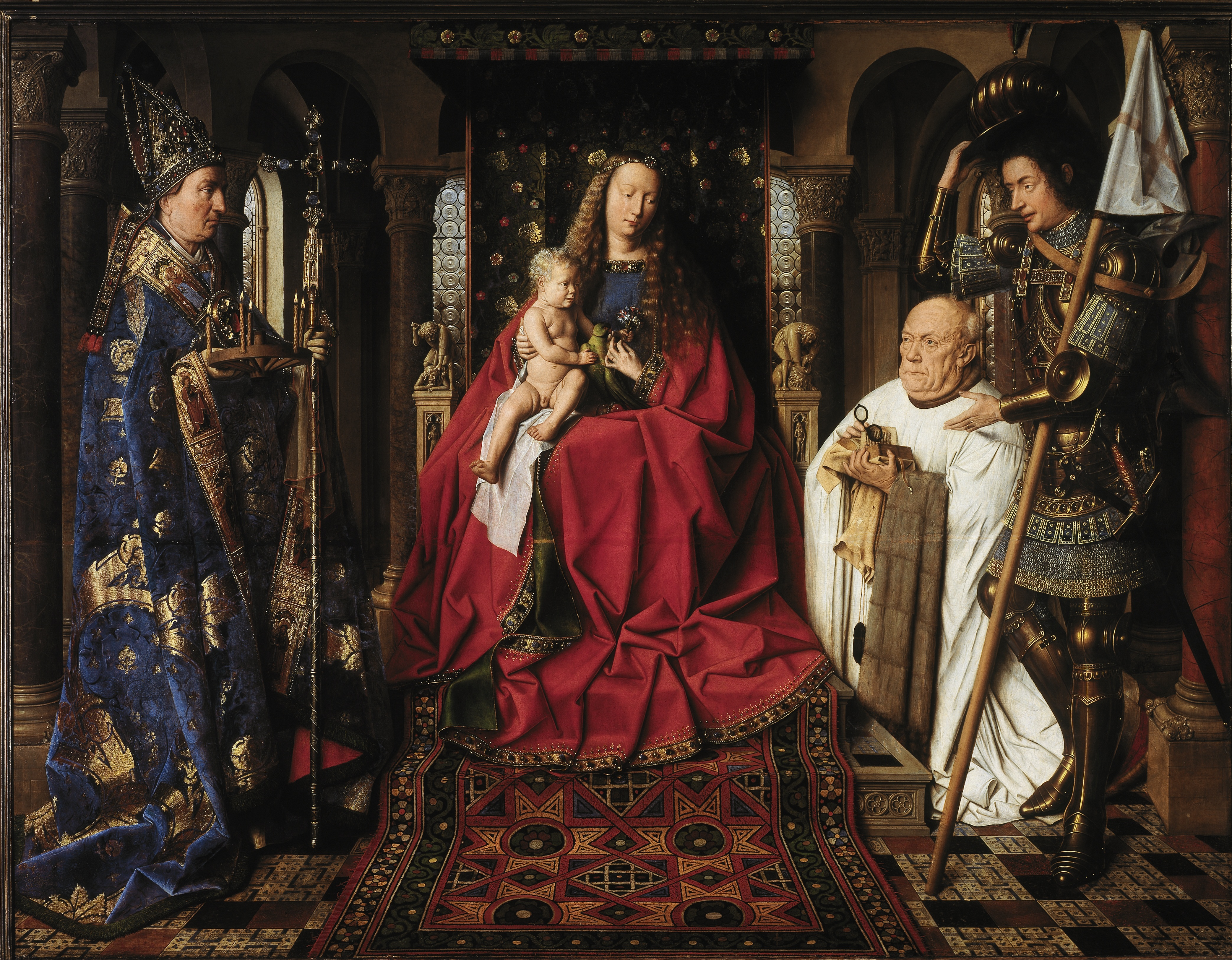
یان وان آیک «روحانی و مریام». قالی زیوه

در قرن سیزدهم میلادی صادرات قالی‌های فراوان آذربایجانی که دارای نقوش نفیس و لطیفی بودند، به اروپا آغاز گردید. بزودی با زیور آلات ظریف خود مورد توجه مصوران اروپایی قرار گرفت و در آثار خلق شده از سوی آن‌ها منعکس گردید. بدین دلیل امروزه نیز می‌توان قالی آذربایجانی را در آثار منتسب به قرون وسطی نقاشان ایتالیایی، هلندی و آلمانی دید.
از این نوع آثار می‌توان به موارد زیر اشاره کرد:
- در اثر «مریم با نوزاد خود» «هانس مملینگ»، نقاش هلندی قالی «زیوه» «قوبا» زیر پای مریم تصویرگری گردیده‌است.
- در اثر «روحانی و میرم» «یان وان آیک»، مصور هلندی، فرش «زیوه»، در اثر «محراب» بساط «شیروان» و همچنین در اثر «Madonna Vander Pole» وی قالی «قوبا» ی آذربایجان به صورت پیکره نقاشی گردیده‌است.
- «کارلو کریولی» (قرن ۱۶) نقاش «ونیزی» در اثر خود موسوم به «مژده» از قالی‌های متعلق به منطقهٔ «تالش- موغان» استفاده نموده‌است.
- در آثار «Vinsenzo fererio» و «تولد روم مقدس» «دمنیکو مورولن» (قرن ۱۵) و در اثر «مراسم عروسی فیندلیکق» «دمینیکو ده بورتوکول»، نقاشان ایتالیایی قالی‌هایی با انگیزه «اژدها» و «سیمورگ» که در تبریز و شیروان بافته شده بودند، با سلیقه بسزایی نقاشی گردیده‌اند
- قالی «شیروان» در اثر «سفیران» «هانس هلبن» (قرن ۱۵) تصویرگری گشته‌است.
- «لورنسو لتّو» نقاش ایتالیایی در تابلوی خود بنام «خانواده» از زیورآلاتی به نام «کاشی» که در بافت قالی‌های «قوبا- شیروان» رایج می‌باشد، استفاده نموده‌است.
- تصویرگر «آتونلّو ده مسینا» در گوشهٔ راست و چب در اثر «سباستیان قدس» خود فرش «قوبا» را نقاشی نموده‌است.
- در اثر «تئوریشنیدن» (قرن ۱۶) که مولفش نامعلوم است، ترکیب «بند رومی» متعلق به قالی‌های «مَرَزه» و «قبوستان» نگارگری شده‌است.
- قالی «بورچالی» در اثر «صحنه ای از زندگی سیلویو پیکولومینی الیین» «پینتوریکّون» نگارگر ایتالیایی (قرن ۱۶) مورد نگارگری واقع شده‌است.[۴]

## نگارخانه

قالی فروشان آذری اهل گنجه در قرن ۱۹.
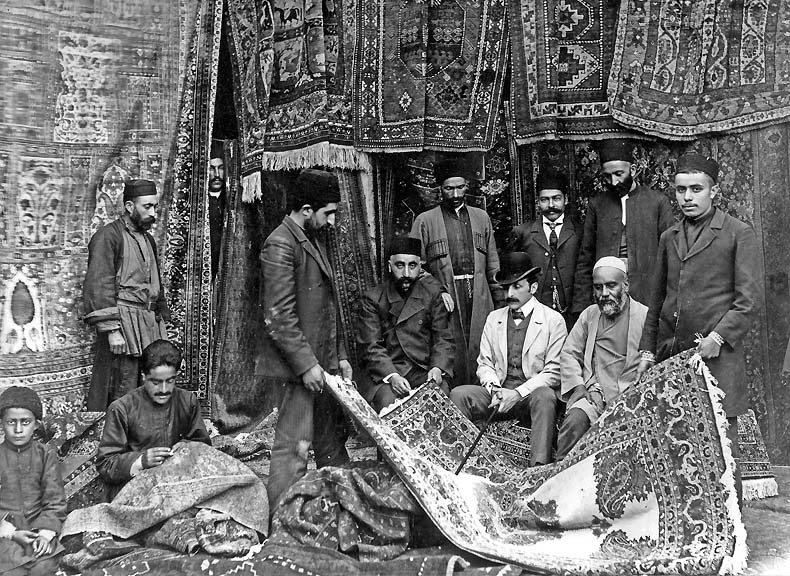
قالی فروشان آذری اهل گرجستان در قرن ۱۹
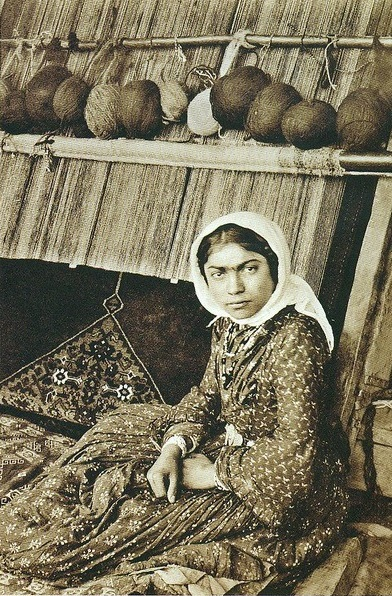
قالیباف آذربایجان از قره باغ
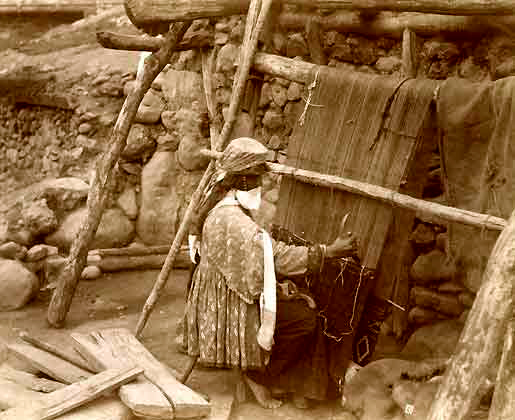
قالیباف آذربایجان